# Friularachne rigoi
Genre
Espèce
Friularachne rigoi, unique représentant du genre Friularachne, est une espèce fossile d'araignées mygalomorphes.

## Distribution
Cette espèce a été découverte au Frioul-Vénétie Julienne en Italie. Elle date du Trias.

## Description
Le mâle holotype mesure 3,48 mm.

## Étymologie
Cette espèce est nommée en l'honneur de Roberto Rigo.

## Publication originale
- Dalla Vecchia & Selden, 2013 : A Triassic spider from Italy. Acta Palaeontologica Polonica, vol. 58, p. 325–330.